# 地球大合唱
《地球大合唱 （页面存档备份，存于）》是香港無綫電視在1987年為慶祝20週年台慶，動用香港39名歌手而特別製作的慈善籌款歌曲。

## 背景
1984年，鮑勃·吉爾多夫帶領英國多位知名歌手以"Band Aid"的名義發表單曲"Do They Know It's Christmas?"為埃塞俄比亞饑民籌款，轟動一時，開群星大合唱籌款歌的先河，引起各地效仿，包括台灣的《明天會更好》以及此曲。
《地球大合唱》計劃是無線電視為慶祝20週年台慶而舉辦的第二次活動，參與歌手共39位，來自14家唱片公司，收益撥歸香港公益金。
全首歌的佈局有如一部小說，有所謂「起承轉合」的铺排。而每一位歌手因應他們聲線的特性和風格，編排出場的先後次序。另外，部份「地位」較高的歌手，每人有兩句獨唱的歌詞；其餘的一半，就只能參與「合」的部份，即最後的大合唱（唱多与少，更取決於歌手當時在無綫的「地位」）。MV由無綫電視拍攝，取景海運碼頭（今海運大廈）。

## 出場次序

### 第一段

#### 「起」
- 徐小鳳
- 關正傑
- 梅艷芳
- 羅文

#### 「承」
- 葉麗儀
- 張學友、鄺美雲
- 許冠傑
- 呂方、林憶蓮

### 第二段至尾聲

#### 「轉」
- 譚詠麟
- 陳潔靈
- 葉蒨文（林子祥和唱）
- 張國榮
- 鍾鎮濤
- 陳百強
- 葉蒨文、林子祥
- 甄妮

#### 「合」
大合唱部份，除上述的歌手之外，其餘沒有參與獨唱的歌手還有：
- Raidas
- 太極樂隊
- 文佩玲
- 李麗蕊
- 杜德偉
- 林志美
- 夏韶聲
- 區瑞強
- 張德蘭
- 郭小霖
- 陳松伶
- 陳美玲
- 陳慧嫻
- 達明一派
- 雷安娜
- 蔡枫华
- 蔡國權
- 劉天蘭
- 劉美君
- 蔣麗萍
- 盧冠廷

## 愛心語錄
黑膠唱片和錄音帶的B面都加插了名為「愛心語錄」的部份，內容是每一位歌手按跟A面一樣的出場次序說幾句和「愛心」有關的話，這種情況在香港發行的唱片中比較罕見。

## 獎項
- 1987年度十大勁歌金曲頒獎典禮

- 「榮譽大獎」：《地球大合唱》
- 「最佳作曲獎」：《地球大合唱》

- 1987年度CASH最廣泛演出金帆獎：粵語流行歌曲（電視）[3]